# Heike Abidi
Heike Abidi (* 1965 in Birkenfeld) ist eine deutsche Werbetexterin und Autorin, die vor allem Unterhaltungsromane, unterhaltende Sachbücher sowie Kinder- und Jugendbücher schreibt. Sie veröffentlicht auch unter den Pseudonymen Anna Paulsen, Emma Conrad, Jana Fuchs und Maya Seidensticker.

## Leben
Heike Abidi wurde 1965 in Birkenfeld geboren. Sie studierte Sprachwissenschaften und Neuere Geschichte an der Justus-Liebig-Universität Gießen. Danach begann sie, als Werbetexterin zu arbeiten. Ihr erster Roman erschien 2012. Die Autorin ist Mitglied bei und seit 2019 auch Präsidentin von DELIA – Vereinigung deutschsprachiger Liebesroman-Autoren und -Autorinnen und war Jurymitglied des DELIA-Geschichtenwettbewerbs „Gezeiten der Liebe“.
Sie lebt mit ihrer Familie in der Pfalz bei Kaiserslautern.

## Werke (Auswahl)

### Unterhaltungsromane
Als Heike Abidi:
- Zimtzuckerherz. Schwarzkopf & Schwarzkopf, Berlin 2012, ISBN 978-3-86265-141-2.
- Wahrheit wird völlig überbewertet. Droemer Knaur, München 2013, ISBN 978-3-426-51209-8.
- Nachts sind alle Schafe schwarz. Droemer Knaur, München 2013, ISBN 978-3-426-51394-1.
- Free again – Alles auf Anfang. Droemer Feelings, München 2016, ISBN 978-3-426-43698-1.
- Für Glück ist es nie zu spät. Penguin, München 2021, ISBN 978-3-328-10553-4.
- Wer sind Sie und was haben Sie mit meinem Mann gemacht? Männer werden nicht älter, nur wunderlich. Edition Michael Fischer, Igling 2021, ISBN 978-3-74590-771-1
- Hör auf dein Herz, auch wenn es stolpert. Bastei Lübbe, Köln 2023, ISBN 978-3-404-18964-9.

Als Emma Conrad
- Liebe M. Du bringst mein Herz zum Überlaufen. Penguin, München 2018, ISBN 978-3-328-10157-4.
- Wirf dein Herz voraus und spring hinterher. Penguin, München 2018, ISBN 978-3-328-10315-8.

### Kinder- und Jugendbücher
- Und immer wieder Weihnachten. Coppenrath, Münster 2014, ISBN 978-3-649-61503-3.
- Dancing Girls (Bd. 1). Charlotte hat den Dreh raus. Coppenrath, Münster 2016, ISBN 978-3-649-66688-2.
- Arthurs wildes Hundeleben. Hummelburg, Hamburg 2020, ISBN 978-3-7478-0020-1.
- Spicy Rebels – Versalzene Schultage & eine Prise Rebellion. Ueberreuter, Berlin 2023, ISBN 978-3-7641-5225-3.

Als Heike Abidi:
- Close-up. Oetinger, Hamburg 2013, ISBN 978-3-86430-014-1.
- Tatsächlich 13. Oetinger, Hamburg 2014, ISBN 978-3-86430-025-7.
- Plötzlich 14. Oetinger, Hamburg 2012, ISBN 978-3-86430-047-9.
- Endlich 15. Oetinger, Hamburg 2016, ISBN 978-3-86430-052-3.
- Alles, was Mädchen wissen sollten, bevor sie 13 werden. Oetinger, Hamburg 2017, ISBN 978-3-86430-062-2.
- 14 – Kicker, Küsse, Katastrophe. Oetinger, Hamburg 2017, ISBN 978-3-86430-064-6.
- Was Jungs mit 15 wollen und warum ich das weiß. Oetinger, Hamburg 2018, ISBN 978-3-8415-0577-4.
- Unglaubliche 12. Oetinger, Hamburg 2020, ISBN 978-3-8415-0628-3.

Als Maya Seidensticker (Sammelpseudonym gemeinsam mit Tanja Janz)
- We love Fashion – Röhrenjeans und Schulterpolster. Loewe, Bindlach 2014, ISBN 978-3-7855-7884-1.

### Unterhaltende Sachbücher
- mit Lucinde Hutzenlaub: Ich dachte, älter werden dauert länger. Ein Überlebenstraining für alle ab 50. Penguin, München 2018, ISBN 978-3-328-10269-4.
- mit Ursi Breidenbach: Wetten, ich kann lauter furzen? Wie man als Mutter von Jungs überlebt. Penguin, München 2019, ISBN 978-3-328-10305-9.
- mit Lucinde Hutzenlaub: Ich dachte, sie ziehen nie aus: Ein Überlebenstraining für alle Eltern, deren Kinder flügge werden. Penguin, München 2019, ISBN 978-3-328-10408-7.
- mit Lucinde Hutzenlaub: Ich dachte, ich bin schon perfekt. Ein Überlebenstraining für alle, die herrlich normal bleiben wollen. Penguin, München 2021, ISBN 978-3-328-10822-1.
- mit Ursi Breidenbach: Geschwister sind wie Gummibärchen. Sie kleben zusammen, manchmal hat man sie über, aber wir lieben sie ein Leben lang. Penguin, München 2022, ISBN 978-3-328-10836-8.
- Scheißegal, ich mach das jetzt! Mitten im Leben neu durchstarten. Edition Michael Fischer/EMF-Verlag, München 2022, ISBN 978-3-7459-1269-2.
- mit Ursi Breidenbach: Großeltern sind wie Eltern, nur mit Zuckerguss. Vom großen Glück, Oma und Opa zu haben, zu sein oder zu werden. Penguin, München 2023, ISBN 978-3-328-10952-5.